# JoJo (cantante)
Joanna Noëlle Levesque (Brattleboro, Vermont; 20 de diciembre de 1990), más conocida como JoJo, es una cantautora estadounidense de pop y R&B, bailarina, productora musical y actriz. Desde niña, actuó en diversos concursos de canto, y después de competir en el programa de televisión America's Most Talented Kids de Estados Unidos en 2003, fue fichada por el productor Vincent Herbert, quien le preguntó si quería audicionar para Blackground Records. JoJo lanzó su álbum homónimo, JoJo, en junio de 2004. «Leave (Get Out)», el primer sencillo, alcanzó el número uno en la lista Billboard Pop Songs, lo que la convirtió en la solista más joven en tener un sencillo número uno en Estados Unidos, con tan solo trece años de edad. La canción alcanzó el puesto 12 en la lista del Billboard Hot 100 y fue certificado Oro por la RIAA. Hasta la fecha, el álbum ha vendido más de cuatro millones de copias en todo el mundo.
El segundo álbum de JoJo, The High Road, fue lanzado en octubre de 2006. El primer sencillo, «Too Little Too Late», fue lanzado en agosto de 2006 y alcanzó el número tres en la lista del Billboard Hot 100. En marzo de 2007, el sencillo fue certificado platino por la RIAA y se convirtió en su primer sencillo de platino. El álbum ha vendido más de tres millones de copias en todo el mundo. Durante los años siguientes lanzó dos mixtapes de forma independiente, Can't Take That Away from Me, en 2010, y Agápē, en diciembre de 2012, además de dos EPs, LoveJo (2014) y LoveJo2 (2015), todo ello luego de haber firmado un contrato con el sello Atlantic Records en 2014. El 21 de agosto de 2015 realizó su gran regreso musical con el lanzamiento del EP titulado III. Hasta noviembre de 2013, JoJo vendió más de 7 millones de álbumes en todo el mundo y ha vendido más de 2,1 millones de álbumes y tenido 4 millones de descargas digitales sólo en Estados Unidos.
Además de su carrera musical, JoJo también puso en marcha una carrera en la actuación. Hizo apariciones especiales en varias series de televisión, comenzando en el 2002 con la comedia estadounidense The Bernie Mac Show, y más tarde en American Dreams (2004) y Romeo!, en 2006. Ese mismo año, JoJo hizo su debut cinematográfico en dos grandes películas de Hollywood, Aquamarine y RV. Además, en 2008 protagonizó la película de televisión True Confessions of a Hollywood Starlet.

## Primeros años
JoJo nació en Brattleboro, Vermont, y se crio en Keene, Nuevo Hampshire, y en Foxborough, Massachusetts. Tiene ascendencia inglesa, irlandesa, polaca, francesa, escocesa y nativo americana. Se crio en un apartamento de un dormitorio en Foxborough, en una familia de bajos ingresos. Su padre cantaba como hobby y su madre cantaba en un coro de la Iglesia católica y se formó en el teatro musical. Sus padres se divorciaron cuando ella tenía tres años.
Durante sus primeros años, JoJo escuchó que su madre practicaba himnos. Ella comenzó a cantar cuando tenía dos años y tres meses de edad, imitando de todo, desde canciones de cuna hasta canciones de R&B, jazz y soul. En el show del canal A&E Child Stars III: Teen Rockers, su madre dijo que tenía un talento límite de coeficiente intelectual. Cuando era niña, JoJo disfrutó asistiendo a festivales nativos americanos y actuó en teatros profesionales a nivel local.
A los 7 años, JoJo apareció en el programa de televisión Kids Say the Darnedest Things: On the Road in Boston con el comediante y actor estadounidense Bill Cosby y cantó una canción de la cantante Cher. Después de audicionar en el programa de televisión Destination Stardom, JoJo cantó los hits de 1967 «Respect» y «Chain of Fools», de Aretha Franklin. Poco después, The Oprah Winfrey Show se puso en contacto con ella, invitándola a cantar. Ella cantó Maury, canción que cantó también más tarde en uno de los episodios de America's Most Talented Kids, así como en otros programas. Ella ha declarado que "cuando se trata de cantar, no tengo ningún miedo".

## Carrera musical

### 2001—2005: inicios,JoJoy primeros éxitos
Artículo principal: JoJo (álbum)
A los 6 años de edad, a JoJo se le ofreció un contrato discográfico, pero su madre lo rechazó porque creía que JoJo era demasiado joven para una carrera musical. Apareció en programas de entrevistas y en el McDonald's Gospel Fest cantando una canción de Whitney Houston, «I Believe In You and Me» y compitiendo en el programa de televisión America's Most Talented Kids, pero no logró ganar el concurso y perdió con la concursante Diana DeGarmo. Aun así, el productor Vincent Herbert, director de la empresa Da Family Entertainment, se puso en contacto con ella y le pidió que hiciera una audición para el sello Blackground Records. Durante su audición para Barry Hankerson, éste le dijo que el espíritu de su sobrina, la cantante Aaliyah, la había llevado a él. Luego firmó con el sello, y comenzó a grabar con los productores musicales The Underdogs y Soulshock & Karlin.
Los demos de JoJo, grabados en 2001, disponen de versiones de canciones soul y R&B, incluyendo las canciones de Wilson Pickett «Mustang Sally» (1986), «It Ain't Always What You Do (It's Who You Let See You Do It)» (1989) de Etta James, «Chain of Fools» (1968) y «The House That Jack Built» (1969) de Aretha Franklin, «See Saw» (1956) de The Moonglows, «Superstition» (1972) de Stevie Wonder, y «Shakey Ground» (1975) de The Temptations.
En 2003, a los 12 años, JoJo había firmado un contrato con Blackground Records y comenzó a trabajar con algunos productores en su álbum debut. Su sencillo debut «Leave (Get Out)» fue lanzado en febrero de 2004 y certificado platino. Antes del lanzamiento del álbum, JoJo se embarcó en su gira por primera vez, el Cingular Buddy Bash con Fefe Dobson, Young Guns y Zebrahead. La visita fue a nueve centros comerciales iniciando en el Northlake Mall de Atlanta y terminando en el South Shore Plaza. El sencillo alcanzó el número uno en el Billboard Top 40, convirtiéndola en una de las solistas más jóvenes en tener un número uno en Estados Unidos. El primer sencillo fue nominado a Mejor Nuevo Artista en los MTV Video Music Awards 2004, lo que hizo a JoJo la más joven candidata de esta concesión. Su primer álbum, disco de platino, JoJo, obtuvo el cuarto puesto en la Billboard 200 de Estados Unidos y el número diez en el Top R&B/Hip-Hop Albums, vendiendo cerca de 107.000 copias y llegando a las cuarenta primeras posiciones del Reino Unido. JoJo coescribió dos de las canciones del álbum, así como escribió y coprodujo un tema completo. En diciembre de 2004 fue nominada a Nuevo Artista del Año y al "Sencillo del Año" en los Premios Billboard de la música. También es la artista más joven en ser nominada en dichos premios.
Su segundo sencillo, certificado oro, «Baby It's You» - que cuenta con la colaboración del rapero Bow Wow -, alcanzó el número veintidós en Estados Unidos y el número ocho en el Reino Unido. El último sencillo del álbum homónimo, «Not That Kinda Girl», fue lanzado en 2005 y alcanzó el número ochenta y cinco en Alemania. A mediados de 2005 el rapero Eminem mencionó a JoJo en su canción «Ass Like That» junto con muchos otros populares celebridades femeninas adolescentes de ese momento.
A finales de 2004, JoJo participó en «Come Together Now», un sencillo de caridad en beneficio de las víctimas del Tsunami de 2004 y el Huracán Katrina de inicios de 2005. Ese año, fue solicitada por la primera dama estadounidense Laura Bush para llevar a cabo una presentación en la Navidad de 2004 en Washington D. C., transmitida por TNT y organizada por el Dr. Phil y su esposa Robin McGraw. A pesar de realizar otros eventos para el Partido Republicano, ha afirmado que "no está de acuerdo con las cosas que el presidente George W. Bush ha hecho en la oficina. Voy a dejar las cosas así". JoJo organizó y realizó el concierto Hope Rocks Concert en 2005 para beneficiar al City of Hope Cancer Center y fue coanfitriona de la cuenta regresiva de TV Guide Channel en los Premios Grammy en enero de 2006.

### 2006—2007:The High Roady consolidación
Artículo principal: The High Road
El segundo álbum de JoJo, The High Road, fue lanzado el 17 de octubre de 2006. El álbum debutó en el número tres del Billboard 200 de Estados Unidos. Fue producido por Scott Storch, Swizz Beatz, JR Rotem, Corey Williams, Soulshock & Karlin y Ryan Leslie. Ha recibido críticas generalmente positivas. JoJo dice que este álbum realmente muestra cómo ha crecido en su música y que ella se siente más confiada en su voz y en las cosas sobre las que canta.

El álbum The High Road presentó su sencillo más exitoso en Estados Unidos, «Too Little Too Late», el cual saltó del número setenta y seis al número tres de la lista Billboard Hot 100.

En el verano de 2006, el primer sencillo de su segundo álbum, «Too Little Too Late», fue lanzado en las estaciones de radio. Rompió un récord en la Billboard Hot 100, pasando del número 76 al número 3 en una semana; esto había sido realizado antes por Mariah Carey con su sencillo de 2001 «Loverboy». El sencillo ha vendido 821.000 mil copias digitales hasta marzo de 2007. «How to Touch a Girl» fue publicado como el segundo sencillo del álbum, pero experimentó menos éxito. No pudo ingresar al Billboard Hot 100 y alcanzó el número setenta y seis de la Billboard Pop 100. JoJo describe la canción como una de sus favoritas de The High Road y fue escrita por ella misma. El 16 de marzo de 2007, el Second JammX Kids All Star Dance Special lanzó una nueva canción de JoJo titulada «Anything», que es un cover del sencillo de 1982 de Toto «Africa», pero no contaba con un video musical. El álbum ha vendido más de 550.000 mil copias en Estados Unidos y fue certificado oro por la RIAA.
El 20 de julio de 2007, JoJo respondió a la canción «Beautiful Girls» de Sean Kingston con su propia canción, la cual se filtró en Internet, llamada «Beautiful Girls Reply». Debutó en el número 39 en el Billboard Top Rítmica 40 un mes después. JoJo dejó un mensaje que ella quería que sus fanes de entrada decidieran entre «Coming for You» o «Let It Rain» como el siguiente tercer sencillo de The High Road. También indicó que estaría de gira en el verano de 2007 en Estados Unidos y Europa en apoyo de The High Road.
Aunque no hubo una gira oficial, realizó presentaciones en vivo como parte del Six Flags Starburst Thursdays Nights Concerts durante el verano de 2007. En algunos de estos programas se ha incluido popurrís de sus canciones favoritas de Beyoncé («Déjà Vu»), Kelly Clarkson («Since U Been Gone»), SWV, «Gnarls Barkley», The Jackson 5, Justin Timberlake («My Love»), Maroon 5, Usher, Carlos Santana, Jill Scott, Michael Jackson, George Benson, Musiq Soulchild y Amy Winehouse («Rehab», que sustituye el título por "Boston"). En noviembre de 2007 salió de gira por Brasil en el Live Pop Rock Brasil. El 1 de diciembre de 2007, JoJo ganó el Premio Nacional Boston Music a la Vocalista Femenina del Año por «Too Little Too Late». A finales de 2007 JoJo indicó que había estado escribiendo canciones para su tercer álbum, que saldría cuando cumpliera dieciocho años.

### 2008—2010: periodo de recesión, pleito discográfico y mixtape
Artículo principal: Can't Take That Away from Me
El 8 de abril de 2009 en una entrevista con Hearst Tower para el Ultimate Prom, JoJo indicó que estaba escribiendo y produciendo un álbum en Boston y Atlanta. Para trabajar en el disco reunió a los productores Tank, DJ Toomp, J. Moss, Toby Gad, The Underdogs, Danja, JR Rotem, Billy Steinberg, Bryan-Michael Cox, Marsha Ambrosius, Madd Scientist, Tony Dixon, Eric Dawkins y J. Gatsby. Escribió apenas una canción para el álbum. Ella dijo que sería su trabajo más personal hasta la fecha, con la inspiración proveniente de una ruptura romántica para encontrar una nueva relación, así como sentirse más confiada en convertirse en  mujer. La pista de la canción escrita por JoJo se describe como un himno inspirador. El 30 de agosto de 2008, JoJo publicó su versión propia de la canción «Can't Believe It», que originalmente era interpretada por T-Pain. El 1 de septiembre, JoJo dijo que su álbum sería publicado a fines de 2009. En 2008, el cantante de R&B Ne-Yo realizó su segundo cover de JoJo, «Baby It's You».
El 14 de octubre de 2008, JoJo cantó el Himno Nacional de Estados Unidos antes del Juego 4 de la Serie de Campeonato en el Fenway Park en Boston, Massachusetts. El 9 de diciembre de 2008, JoJo fue nominada nuevamente en los Premios de Música de Boston por Mejor Artista Pop/R&B del año, pero el grupo de cantantes Jada ganó el premio. En enero de 2009 JoJo dijo en Myspace que se encontraba trabajando con los productores Chad Hugo, Jim Beanz y Kenna. En abril de 2009, JoJo afirmó en su blog de Myspace que continuaba trabajando con el sello Blackground. El cantante y compositor Jovan Dais dijo en una entrevista que trabajaría con DJ Toomp para el próximo disco de JoJo, comentando: "Soy muy selectivo al elegir con quien trabajó. A mi me gusta JoJo. Me gusta su música, me gusta su voz y creo que ella es un verdadero talento. Se nos ocurrió crear algo grande". En abril de 2009, JoJo anunció en su blog de Myspace que iría a la Northeastern University, y que se seguiría centrando en su carrera musical. Además estaba a la espera de su sello discográfico Blackground Records para concluir un nuevo acuerdo para que pudiera lanzar su nuevo álbum. La canción de JoJo «Note to God» de su segundo álbum The High Road fue reversionada por la cantante filipina Charice.
El 3 de junio de 2009, JoJo indicó en su cuenta de YouTube que estaba esperando a su sello discográfico para firmar un acuerdo de distribución para lanzar su álbum, y también dijo que había terminado los trabajos del próximo álbum. El 10 de junio de 2009 muestras de sus canciones escritas por Toby Gad «Fearless», «Touch Down» y «Underneath» se filtraron en la red. JoJo publicó en su Myspace oficial: "Estas canciones no están en el álbum ni representan el sonido o la dirección de este disco". A mediados de julio, dijo en su Myspace que estaba escribiendo canciones para otros artistas y para ella misma.

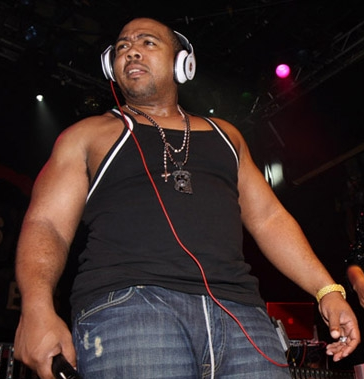
En 2009 JoJo apareció en las canciones «Lose Control» y «Timothy Where You Been» del cantante y productor Timbaland.

En una entrevista con Rap-Up, JoJo habló sobre el material que estaba creando, afirmando: "Quería hacer algo para que la gente dijera 'wow, esta chica ha recorrido un largo camino y está realmente tomando las riendas', yo quería que la gente tenga una idea de lo que soy". También dijo que Timbaland, Jim Beanz, The Messengers, Kenna, Chad Hugo y Pharrell Williams trabajarían en su nuevo disco para que en 2011 ella estuviera lista para volver y dar los últimos toques al álbum.
En agosto de 2009 se informó que JoJo había presentado una demanda en Nueva York en contra de su sello discográfico, Da Family Entertainment, por ponerla en la deriva musical. La etiqueta no la dejaba salir de su contrato o dejar grabar un nuevo álbum, es por eso que la fecha de lanzamiento de su tercer álbum se había postergado tantos meses. Trató con 500.000 dólares sus problemas legales y fue liberada de su contrato en octubre de 2009. Finalmente llegó a un acuerdo con Blackground Records para que su tercer álbum fuera distribuido por Interscope Records en 2011. JoJo confirmó esto por medio de Twitter. En diciembre de 2009, JoJo apareció en el álbum Shock Value II de Timbaland en las canciones «Lose Control» y «Timothy Where You Been», convirtiéndose en sus primeras canciones oficiales en aparecer en un álbum después de dos años. Un mes antes, dijo que estaba muy emocionada de estar en su historial. «Lose Control» fue interpretada en el Hard Rock Cafe de Hollywood y en el evento Pepsi Super Bowl Fan Jam 2010.
A fines de 2009, JoJo confirmó que estaba trabajando con Clinton Sparks y el francés Chester en un mixtape con lanzamiento a fines del verano. Para julio de 2010, confirmó en una entrevista con Sam E. Goldberg que lanzaría su mixtape el próximo mes antes del tercer álbum. En agosto de 2010, dio una entrevista con el sitio Rap-Up.com, para dar más información acerca del mixtape, Can't Take That Away From Me, lanzado el 7 de septiembre de 2010. La cantante dijo sobre el trabajo: "Este mixtape es más experimental, tuve la oportunidad de explorar el aspecto completo de las cosas que me interesan y me inspiran musicalmente. Considerando el álbum, quería hacer discos de música pop y de éxitos radiales y las cosas que me satisfacen, pero sobre todo para Jumping Trains es más de un órgano permanente de trabajo". Añadió que el mixtape es más diferente a su tercer álbum. El primer sencillo del mixtape, «In The Dark», es diferente a lo que la gente ha oído de ella. JoJo dijo acerca de «In The Dark» que "es un sencillo muy sensual y hay un matiz de tristeza a la misma vez".
En noviembre de 2010, JoJo hizo un cameo en el video musical de Keri Hilson «The Way You Love Me», de su segundo álbum de estudio No Boys Allowed, en donde se desempeña como una de las cazadoras sexy de las niñas en la banda de Keri, junto a Faith Evans (Danja), Dawn (Money), así como Rick Ross, Columbus Short y Polow Da Don. En diciembre de 2010, JoJo hizo otro cameo para Clinton Sparks en su video debut «Favourite DJ», además de realizar una colaboración en la canción «Sucks To Be You» con LMFAO.

### 2011—2013: Sencillos promocionales,Agápēy gira por Norteamérica
Artículo principal: Disaster, Demonstrate, Agápē
En febrero de 2011, JoJo subió un video a YouTube dando información acerca de su próximo tercer álbum de estudio. Dijo que se encontraba filmando un video para una nueva canción, titulada «Disaster», y también reveló que había cambiado el título del álbum de All I Want Is Everything a Jumping Trains, afirmando que ella tenía deseos de "representar algo diferente, algo nuevo". El título era "muy simbólico por una variedad de razones... pasar de Boston a Los Ángeles; la transición de ser una niña a ser una mujer joven, vivir por mi cuenta... tomando una dirección diferente, musicalmente, y realmente me encontraba y acababa de saltar en un nuevo capítulo de mi vida".
En junio de 2011, lanzó una remezcla de la canción «Marvin's Room» del rapero Drake a través del canal de YouTube del sitio web Rap-Up. JoJo volvió a escribir la canción desde una perspectiva femenina para expresar una frustración hacia un examante y su supuesta nueva novia. La canción llamó mucho la atención, tanto por su madurez lírica con referencias al sexo y el alcohol, así como el lenguaje explícito utilizado. Entre los elogios de los fanes y críticos por igual, el propio Drake también expresó su agradecimiento por su interpretación. Hasta la fecha, el video ha acumulado más de 35 millones de visitas.

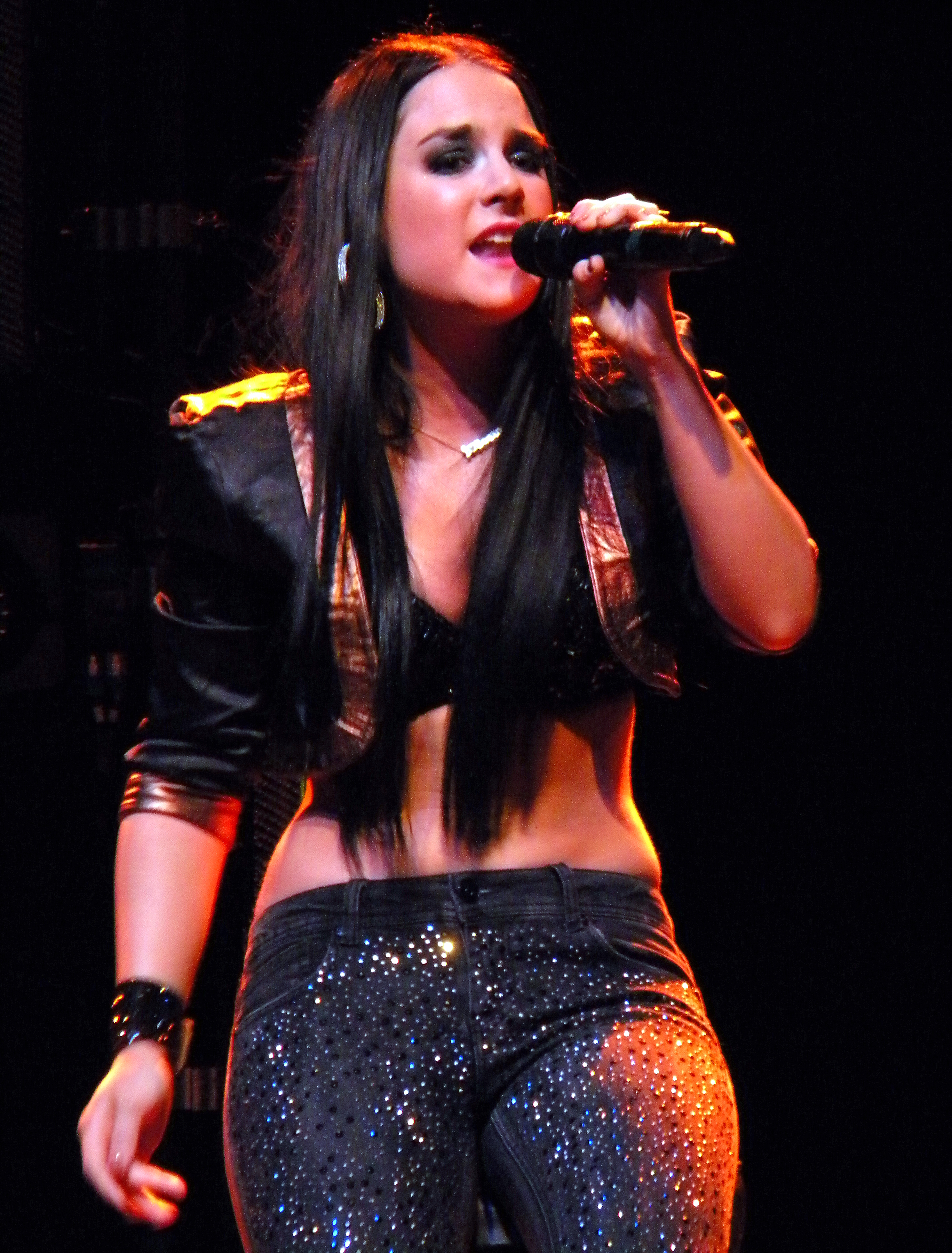
JoJo presentando «Disaster» en la gira Joe Jonas & Jay Sean.

El 29 de agosto de 2011, «Disaster» fue lanzado en las emisoras radiales de Estados Unidos. La canción continuó el estilo similar al de sus éxitos anteriores, «Too Little Too Late» y «Leave (Get Out)», que fue elogiado por la crítica por no "subirse al carro del synthpop". También fue criticado por no mostrar mucha progresión después de un paréntesis de cinco años. «Disaster» llegó a estar disponible para la compra a través de la descarga digital en iTunes el 6 de septiembre de 2011 y debutó en el número ochenta y siete del Billboard Hot 100, aunque salió de la lista a la semana aiguiente. Esto dio a JoJo su primer sencillo en cinco años, luego del lanzamiento de «Too Little Too Late» en 2006. El sencillo no logró el éxito internacional y en apoyo de él, JoJo participó en los actos de apertura de la gira Joe Jonas & Jay Sean. JoJo presentó por primera vez la canción en televisión a través del programa Good Day Dallas el 29 de septiembre, y posteriormente realizó una pequeña gira promocional llamada Pinktober con el fin de recaudar fondos para la investigación del cáncer de mama durante el mes de octubre. Un vídeo musical para la canción se estrenó en la web oficial de JoJo en noviembre de 2011.
A principios de 2012, realizó una gira llamada Better With You Tour con la banda Big Time Rush que tuvo 5 fechas.  Un sencillo promocional, «Sexy to Me», se puso a disposición para su compra el 28 de febrero de 2012 en iTunes y Amazon. JoJo, con ganas de ir en una nueva dirección con el álbum, dio a conocer la canción «Demonstrate» el 17 de julio de 2012. Se suponía que iba a ser lanzado oficialmente como sencillo al mes siguiente, sin embargo, su lanzamiento fue finalmente desechado por razones desconocidas a pesar de que un video musical fue filmado. Producido por el productor canadiense de hip-hop Noah "40" Shebib, conocido por sus frecuentes colaboraciones con Drake (que también produjo «Marvin's Room»), la canción marca una etapa más madura, una exploración sexy y sensual de la sexualidad en una relación y fue bien recibida por la crítica.
Después de que Blackground Records perdiera su acuerdo de distribución a través de Interscope Records a finales de 2012, se concluyó una vez más en el retraso del lanzamiento del álbum, y JoJo comenzó a grabar nuevo material, específicamente para un mixtape nuevo que se publicaría a finales de año, ya que "no quería hacer esperar más a sus fans por música nueva". El 15 de noviembre de 2012, JoJo oficializó el anuncio de su nuevo mixtape, titulado Agápē. El álbum fue publicado el 20 de diciembre mediante descarga digital, coincidiendo con la fecha de su cumpleaños número 22. El primer sencillo promocional del mixtape se llamó «We Get By» y fue escrito por JoJo. Su segundo sencillo promocional se tituló «André» y su lanzamiento oficial fue realizado el 30 de noviembre. La canción fue escrita por JoJo con la producción de Mr. Franks, y está inspirada en el álbum The Love Below (2003) del rapero OutKast. El 30 de noviembre de 2012 lanzó «Andre» como segundo sencillo promocional, que además cuenta con un video musical dirigido por Patrick "Embryo" Tapu y lanzado el 21 de marzo de 2013. Para la promoción del mixtape, JoJo realizó su cuarta gira por Estados Unidos, llamada The Agápē Tour, que comenzó el 2 de octubre de 2013 y finalizó el 9 de octubre del mismo año. La canción «Thinking Out Loud» fue lanzada como tercer sencillo promocional del mixtape, y fue grabado un video musical dirigido por Aaron el 29 de mayo de ese año.

### 2014—presente: Fin del conflicto discográfico,#LoveJo,IIIyMad Love
Artículo principal: #LoveJo, III., #LoveJo2, Mad Love
El 30 de julio de 2013, se informó que JoJo había presentado una demanda contra los sellos discográficos Blackground Records y Da family por "daños irreparables a su carrera profesional". Los menores de edad no pueden firmar contratos que duren más de siete años bajo las leyes del Estado de Nueva York y por lo tanto ella afirmó que dado que se firmó su contrato en el 2004, su contrato debería haber expirado en 2011. En diciembre de 2013, tanto los abogados de Jojo y Blackground acordaron abandonar el caso y ambas partes llegaron a un acuerdo fuera de la corte. El 14 de enero de 2014, se anunció oficialmente que JoJo había liberada de su batalla de varios años con el sello y firmó un nuevo contrato de grabación con Atlantic Records. El 14 de febrero lanzó un extended play titulado #LoveJo.
El 5 de agosto de 2015, el sitio web de JoJo, bajo el dominio de Atlantic Records, fue relanzado. Cinco fechas de promoción en Estados Unidos estaban programadas para una vista previa de la música de su próximo álbum, a partir del 12 de agosto de 2015 en Boston. El 20 de agosto de 2015 JoJo lanzó tres sencillos simultáneos en el EP III como adelanto de su tercer álbum de estudio.
El 18 de diciembre de 2015, JoJo lanzó la secuela de #LoveJo, titulado #LoveJo2. En junio de 2016, el grupo femenino Fifth Harmony anunció que JoJo sería uno de los actos de apertura en su gira 7/27 World Tour. El 27 de julio de 2016, JoJo lanzó «Fuck Apologies», con el rapero y compañero de sello Wiz Khalifa, como el primer sencillo de su tercer álbum de estudio, Mad Love, incluyendo su video musical, que fue dirigido por el nominado al Emmy Francesco Carrozzini. Mad Love fue lanzado el 14 de octubre de 2016 mediante descarga digital y CD.

## Carrera como actriz
JoJo ha actuado desde los cuatro años. Hizo teatro local, radio y anuncios de televisión en el área de Nueva Inglaterra, y trabajó en la televisión nacional desde los siete años. JoJo hizo su debut en el escenario en El sueño de una noche de verano, de William Shakespeare, como Mustardseed en el Teatro de Huntington. Recibió su primera tarjeta de la unión de la Federación Americana de Artistas de Televisión y Radio (AFTRA) a los diez años de edad.
Después de aparecer en las series de televisión The Bernie Mac Show y American Dreams, JoJo estelarizó junto con Emma Roberts y Sara Paxton la película de 2006 Aquamarine, interpretando el papel de Hailey. La película se estrenó el 3 de marzo de 2006, debutando en el puesto cinco de la taquilla estadounidense con $7,5 millones de dólares en su primera semana, mientras que recaudó un total de $22,5 millones de dólares en todo el mundo. Su segunda película, RV, una comedia protagonizada por Robin Williams y Josh Hutcherson, fue lanzada el 28 de abril de 2006 y debutó en el número uno de la taquilla de Estados Unidos, ganando $69,7 millones de dólares. JoJo tuvo que audicionar para el papel cinco veces, y, finalmente, sustituyó a una actriz que había sido echada del papel. JoJo indicó que "nadie contrató a un agente más que la represente en el set de Aquamarine. Anunció que sería acreditada como "JoJo Joanna Levesque" en sus películas, pero que todavía la acreditaban como simplemente "JoJo" por su trabajo musical. A principios de 2005 le ofrecieron el papel de Zoe Stewart (finalmente encarnado por Miley Cyrus) en la exitosa serie de televisión Hannah Montana, de Disney Channel, aunque ella rechazó el papel porque no estaba realmente interesada en hacer un programa de televisión. Estaba más preocupada por ser una artista legítima, y tener una carrera en el cine y que no era realmente lo que vio para ella misma.
El 28 de agosto de 2007, en una entrevista en línea con BOP and Tiger Beat, JoJo indicó que ella estaba trabajando en una nueva película. El 10 de septiembre de ese año, JoJo reveló que estaría viajando a Toronto para filmar una adaptación para la pantalla pequeña de True Confessions of a Hollywood Starlet en el papel de Morgan Carter y actuando con la ganadora del Globo de Oro Valerie Bertinelli y la estrella de la serie 90210 Shenae Grimes. La película fue lanzada en 9 de agosto de 2008 en Lifetime Television y en DVD el 3 de marzo de 2009.
Según los rumores, a JoJo se le ofreció el papel de voz de Jeannette Miller en la secuela de la película Alvin and the Chipmunks, junto con Amy Poehler y Christina Applegate, pero estos rumores fueron refutados en 2009 cuando la actriz Anna Faris obtuvo el papel inmediatamente.
En enero de 2011, JoJo participó en un episodio de la serie de televisión de la cadena CBS Hawaii Five-0 como Courtney Russell, la hija de un científico del Tsunami Warning Center que se pierde en la víspera de una gran tormenta que golpea a la costa de Honolulu. Se trató de la primera actuación de JoJo desde su último papel en 2008.
En octubre de 2012, comenzó a trabajar en una nueva película, titulada G.B.F.. La historia de la película se centra en la guerra social que surge cuando dos chicos gáis de secundaria se dan cuenta de que deben convertirse en G.B.F., o sea en los mejores amigos gáis de las chicas más populares del instituto para mejorar su situación social. La cinta fue coprotagonizada por Paul Iacono como Brent y Michael J. Willett como Tanner. El trío de chicas populares estuvo interpretado por Andrea Bowen, Roquemore Xosha y Sasha Pieterse, mientras que JoJo dio vida a Soledad Braunstein, presidenta de la Alianza Hetero-Gay. La película fue filmada en Los Ángeles durante 18 días por el director Darren Stein y fue estrenada en 2013.

## Vida personal
JoJo y su madre residen en Nueva Jersey y su estudio de grabación se encuentra en Manhattan, Nueva York. Fue educada en su hogar durante tres años, y ha declarado que "la escuela fue definitivamente una parte importante de mi vida". Se desempeñó bien académicamente, recibiendo principalmente notas A y B.
JoJo salió con el futbolista estadounidense Freddy Adu desde mayo de 2005 hasta septiembre de 2006. Los dos se conocieron en el programa de MTV Fake ID Club, donde JoJo era la presentadora. Un artículo del Washington Post en noviembre de 2006 informó que la pareja se había separado poco después de cumplir un año juntos. JoJo mencionó en American Top 40, conducido por Ryan Seacrest, que ella y Adu seguían siendo buenos amigos.
JoJo indicó que estaba soltera el 18 de octubre de 2006 en un episodio de Live with Regis and Kelly. También fue en octubre de 2006 en una entrevista con la revista Teen People que confirmó su ruptura con Freddy Adu. Dijo: "Estoy sola ahora y es bueno. Soy muy joven. Voy a tener 16 en diciembre y estoy muy ocupada. Es difícil si también deseas salir con alguien que tiene una alta profesión de perfil, éramos solo dos consumidos a través de nuestro propio mundo..."
Desde 2006 es una buena amiga de sus compañeras de reparto de Aquamarine Emma Roberts, Sara Paxton y la hija de Robin Williams, Zelda Williams. Apareció con su padre en el Behind the Scenes de su video "Too Little Too Late".
El 28 de febrero de 2007, fue clasificada en el número 10 en la lista de Forbes Top twenty earners under 25 con un ingreso anual de 1 millón de dólares.
JoJo anunció en su blog de Myspace que iría a la Northeastern University, pero que no llevaría al cabo del todo su carrera y que decidía seguir centrándose en su carrera musical. En agosto de 2009, confirmó que había finalizado su educación secundaria y que se centraría en sus proyectos futuros.
En julio de 2009, JoJo se clasificó en el número 5 en la lista "Barely Legal: The 10 Hottest ’90s Babies" de Complex.com, después de Emma Roberts y Willa Holland.

## Discografía
| Álbumes de estudio - 2004: JoJo - 2006: The High Road - 2016: Mad Love - 2020: Good to know - 2020: December baby |

## Giras
| Conciertos principales - 2007: The High Road Tour - 2010: Then & Now Concert Tour - 2011: Pinktober - 2013: The Agápē Tour - 2015-16: I Am JoJo Tour - 2017: Mad Love Tour - 2025: Too Much To Say Tour Como invitada especial - 2010: Timbaland — Shock Value II Tour | Acto de apertura - 2004: Usher — The Truth World Tour - 2011: Joe Jonas & Jay Sean Tour - 2012: Big Time Rush — Better With U Tour - 2016: Fifth Harmony — 7/27 World Tour |

## Filmografía
| Año  | Título                                  | Rol                            | Notas                                                      |
| ---- | --------------------------------------- | ------------------------------ | ---------------------------------------------------------- |
| 2002 | Developing Sheldon                      | Joven Elizabeth                | Acreditada como Joanna Levesque                            |
| 2006 | Aquamarine                              | Hailey Rogers                  | Rol principal                                              |
| 2006 | RV                                      | Cassie Munroe                  | Rol principal                                              |
| 2008 | True Confessions of a Hollywood Starlet | Morgan Carter / Claudia Miller | Rol principal, hecho para televisión (Lifetime Television) |
| 2013 | G.B.F.                                  | Soledad Braunstein             | Rol principal                                              |

| Año        | Título                               | Rol                   | Notas                                             |
| ---------- | ------------------------------------ | --------------------- | ------------------------------------------------- |
| 1998       | Kids Say the Darndest Things         | Concursante           | Acreditada como Joanna Levesque                   |
| 1999– 2000 | Destination Stardom                  | Concursante           | Acreditada como Joanna Levesque                   |
| 2002       | The Bernie Mac Show                  | Michelle              | 1 episodio                                        |
| 2003       | America's Most Talented Kid          | Ella misma — cantante | 1 episodio                                        |
| 2004       | American Dreams                      | Joven Linda Ronstadt  | 1 episodio                                        |
| 2005       | Hope Rocks: The Concert with a Cause | Coanfitriona          | Hecho para televisión (FOX), acreditada como JoJo |
| 2006       | Romeo!                               | Ella misma            | 1 episodio                                        |
| 2007       | Punk'd                               | Ella misma            | Temporada 8 - episodio #6                         |
| 2010       | House of Glam                        | Ella misma            | Temporada 1 - episodio #4: "La La Land"           |
| 2011       | Hawaii Five-0                        | Courtney Russell      | Episodio 15: "Kai e'e"                            |
| 2011       | The Dance Scene                      | Ella misma            | Cameo                                             |

## Premios y nominaciones
| Año  | Premio                                           | Categoría                                                        | Resultado |
| ---- | ------------------------------------------------ | ---------------------------------------------------------------- | --------- |
| 2004 | MTV Video Music Awards                           | Mejor Artista Nuevo con Leave (Get Out)                          | Nominada  |
| 2004 | Billboard Music Awards                           | Artista del año: Femenino                                        |           |
| 2004 | Billboard Music Awards                           | Mainstream Top 40 Single Of The Year with Leave (Get Out)        |           |
| 2006 | Teen Choice Awards                               | Mejor revelación femenina por Aquamarine                         |           |
| 2007 | Boston Music Awards                              | Artista Nacional Femenina del Año por Too Little, Too Late       | Ganadora  |
| 2007 | Hollywood Life 9th Annual Young Hollywood Awards | Artista Revelación                                               |           |
| 2007 | Young Artist Awards                              | Mejor Actuación en una Película por Aquamarine                   | Nominada  |
| 2008 | Yahoo Music Awards                               | por más de 10.000.000 descargas de Too Little, Too Late          | Ganadora  |
| 2008 | Boston Music Awards                              | Mejor Artista Pop/R&B del Año                                    | Nominada  |
| 2009 | Poptastic Award                                  | Mejor película de TV por True Confessions of a Hollywood Starlet |           |

## Obra escrita
| Año  | Título             | Notas                  |
| ---- | ------------------ | ---------------------- |
| 2024 | Over The Influence | Memorias y fotografías |